# جيف روبين
جيف روبين هو مصرفي واقتصادي كندي، ولد في 24 أغسطس 1954.